# Szentdomonkos
Szentdomonkos község Heves vármegye Pétervásárai járásában.

## Fekvése
Heves vármegye északi részén, a Bükk-vidék szélén fekszik a Tarna patak eredete közelében, Egertől északkeletre, Tarnalelesz és Borsodnádasd közt, a 25-ös főút mentén. Pétervásárától 12 kilométerre, Egertől 28 kilométer távolságra. A falu ideiglenesen tényleges zsáktelepüléssé vált 2022. december elsejétől, mert a 25-ös főutat útépítés miatt lezárták a falu és a bekölcei elágazás között várhatóan 2025-ig. Jelenleg csak Tarnaleleszen át Egercsehi felől, illetve a 23-as főúton Bátonyterenye és Pétervására felől  közelíthető meg autóval.

## Története
Szentdomonkos nevét 1459-ben említette először oklevél, mint a Rédeiek birtokát, de  ekkor birtokos volt itt még a Szentdomonkosi család is, valamint birtokos lehetett itt még a Varju család is, mert Szentdomonkosi előnévvel élt. 1492-ben pedig már az Oláh család birtokaként említették.
Az 1546. évi összeírásban 5 portája volt, az összeírás szerint több nemes család bírokolta. 1554-ben 6, 1564-ben 8 portával volt felvéve, az 1589–1590-es összeíráskor pedig az egri vár fenntartására szolgáltatta be a főpapi tizedet.
1635-ben 1 1/4, 1647-ben 1, 1675-ben 3/4 portája volt, és az ez évben készült összeírás szerint a Balassa és Biró armalista családok laktak a helységben, ezenkívül nemesi kúriája volt itt Agocs Gergelynek és Sebestyénnek is. 1686-os összeíráskor csak fél portát vettek fel e helységben, majd később gróf Károlyi Mihálynak volt itt nagyobb birtoka
1693-ban Biró és Balázs György birtoka volt, a 18. század elején pedig Ullman Móricz és Greskovics Ignácz volt a helység birtokosa.
1910-ben 616 magyar lakosa volt, melyből 609 római katolikus volt.
A 20. század elején Heves vármegye Pétervásári járásához tartozott.

## Közélete

### Polgármesterei
| Polgármester | Polgármester         | Polgármester | Megjegyzés |
| ------------ | -------------------- | ------------ | ---------- |
| 1990–1994    | Sípos József         | független    |            |
| 1994–1998    | Sípos József         | független    |            |
| 1998–2002    | Sípos József         | független    |            |
| 2002–2006    | Sípos József         | független    |            |
| 2006–2010    | Sike József Barnabás | független    |            |
| 2010–2014    | Kovács Zoltán        | független    |            |
| 2014–2019    | Kovács Zoltán        | független    |            |
| 2019–2024    | Kovács Zoltán        | független    |            |
| 2024–        | Sipos Roland         | független    |            |

## Népesség
A település népességének változása:
| Lakosok száma | 460  | 438  | 406  | 432  | 468  | 463  | 456  |
|               | 2013 | 2014 | 2015 | 2021 | 2022 | 2023 | 2024 |

2001-ben a település lakosságának 87%-a magyar, 13%-a cigány nemzetiségűnek vallotta magát.
A 2011-es népszámlálás során a lakosok 95,5%-a magyarnak, 20,8% cigánynak, 0,5% németnek mondta magát (4,5% nem nyilatkozott; a kettős identitások miatt a végösszeg nagyobb lehet 100%-nál). A vallási megoszlás a következő volt: római katolikus 81%, református 0,9%, felekezeten kívüli 7% (10,6% nem nyilatkozott).
2022-ben a lakosság 93,6%-a vallotta magát magyarnak, 28,6% cigánynak, 0,2% németnek, 0,2% románnak, 0,2% egyéb, nem hazai nemzetiségűnek (6,4% nem nyilatkozott; a kettős identitások miatt a végösszeg nagyobb lehet 100%-nál). Vallásuk szerint 54,1% volt római katolikus, 1,3% református, 0,4% egyéb keresztény, 0,4% egyéb katolikus, 7,9% felekezeten kívüli (35,9% nem válaszolt).

## Nevezetességei
- Római katolikus templom. Szent Domonkos tiszteletére felszentelt, barokk stílusú. Műemlék, melyet még 1734-ben báró Hunyady János építtetett. 1836-ban helyreállították. 1874-ben és 1887-ben végeztek a templomon jelentékenyebb javításokat.
- I. és II. világháborús emléktábla

## Híres emberek
Sike András, birkózó, az 1988-as szöuli olimpián aranyérmet nyert.

## Külső hivatkozások
- Szentdomonkos az utazom.com honlapján
- Szentdomonkos a wiki.utikonyvem.hu oldalán